# 新吉駅
新吉駅（シンギルえき）は、大韓民国ソウル特別市永登浦区にある、韓国鉄道公社（KORAIL）とソウル交通公社の駅。

## 乗り入れ路線
韓国鉄道公社の京釜電鉄線（首都圏電鉄1号線）、ソウル交通公社の5号線が乗り入れ、相互間の接続駅となっている。
韓国鉄道公社の駅に乗り入れている路線は、線路名称上は京釜線であるが、当駅には電車線を走る京釜電鉄線電車のみが停車する。
首都圏電鉄には駅番号が導入されており、京釜電鉄線は「138」、5号線は「525」の駅番号が付与されている。

## 歴史
- 1996年8月12日 - 5号線、カチ山-汝矣島区間の開通とともに開業。
- 1997年4月30日 - 京釜電鉄線の新吉駅が開業、運転簡易駅として営業開始。乗換駅になる。（駅舎が未完成だったため、改札口は5号線のものを使用。）
- 1998年1月7日 - 現在の駅舎竣工。配置簡易駅に変更。
- 2002年3月13日 - 無配置簡易駅に格下げ。
- 2003年
  - 3月 - 京釜電鉄線の緩行ホームにホームドアを試験設置。
- 9月15日 - 運転簡易駅に格上げ。
- 2004年12月29日 - 京釜電鉄線の緩行ホームにホームドアを正式に設置。
- 2008年 - 5号線ホームにホームドアを設置。

## 駅構造

### 韓国鉄道公社
2面2線の相対式ホームが1面2線の島式ホームを挟む形の合計3面4線の地上駅である。3・4番線にはフルスクリーンタイプのホームドアが設置されている。韓国鉄道公社としては初めて設置されたものである。以前にも試験的に可動式ホーム柵が設置されていたことがある。ホーム南側（1番線のホームの横）に京釜線の通過線が2線ある。配置簡易駅で、駅等級は3級である。
韓国鉄道公社の改札階に繋がる階段はどのホームもホーム西端（永登浦側）に1ヶ所ずつある。改札階行きの階段より少し東寄りに階段が2ヶ所ずつあるが、これらの階段は5号線との乗り換え通路に繋がる階段である。乗り換えの距離は約247mある。

#### のりば

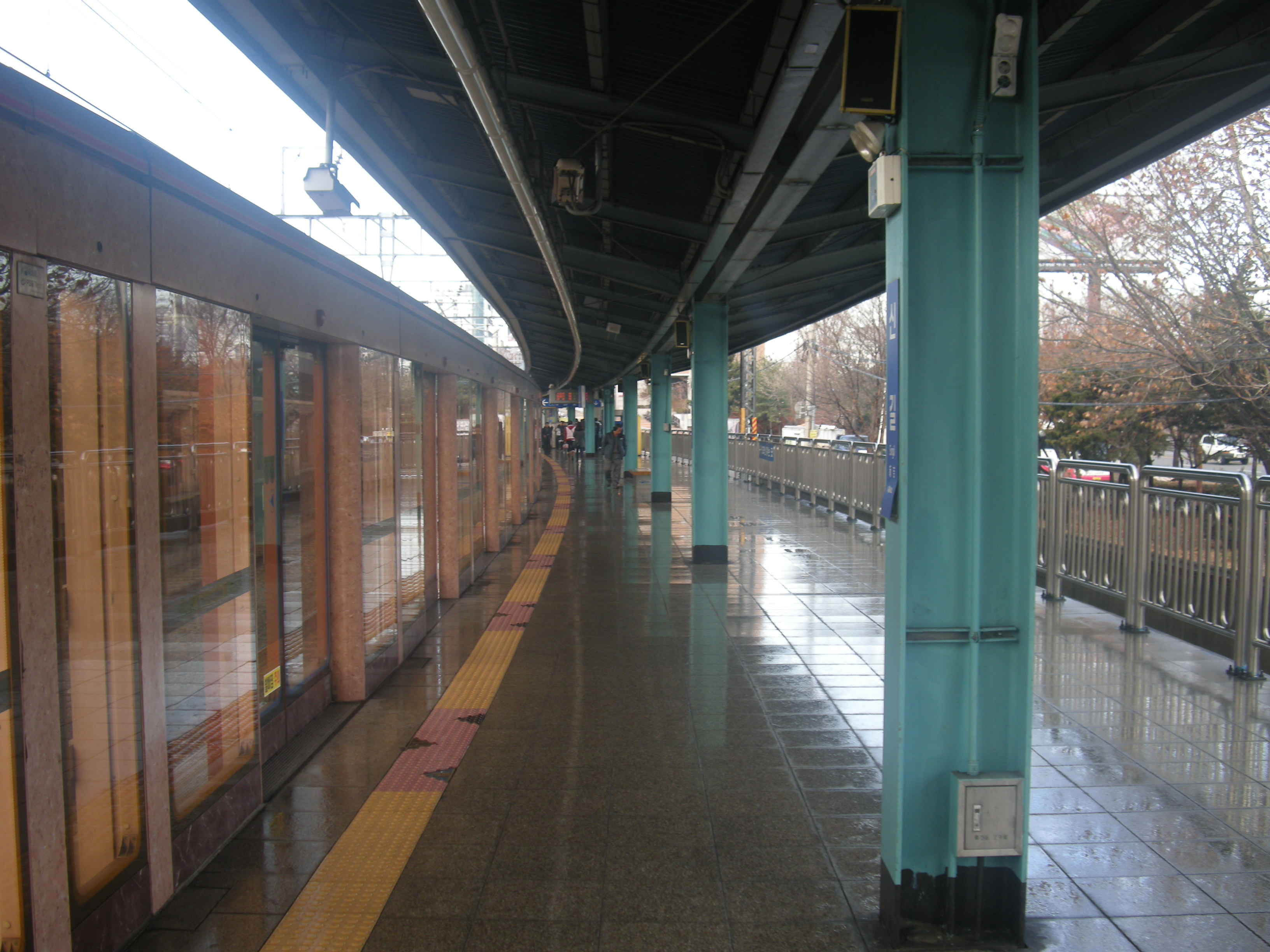
4番ホーム

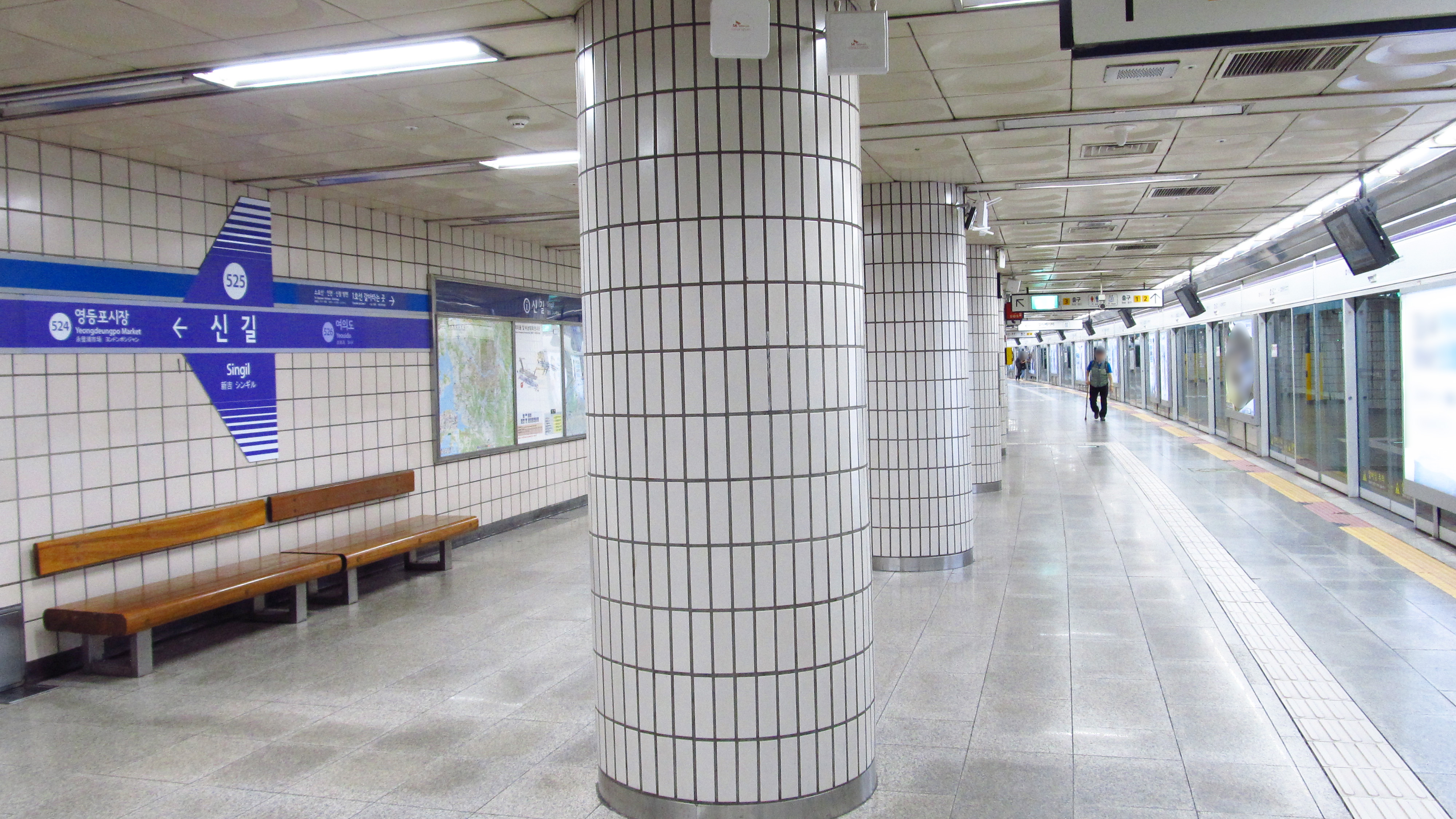
上り（傍花方面）ホーム

| ホーム | 路線       | 種別             | 行先                                   |
| ------ | ---------- | ---------------- | -------------------------------------- |
| 1      | 京釜電鉄線 | 東仁川・天安急行 | 九老・東仁川・天安方面                 |
| 2      | 京釜電鉄線 | 龍山急行         | 鷺梁津・龍山方面                       |
| 3      | 京釜電鉄線 | 緩行             | 九老・富平・仁川・餅店・天安・新昌方面 |
| 4      | 京釜電鉄線 | 緩行             | ソウル駅・清凉里・逍遥山方面           |

- 4番ホーム

### ソウル交通公社
相対式ホーム2面2線を有する地下駅で、フルスクリーンタイプのホームドアが設置されている。
ホーム中程にある階段2ヶ所はソウル交通公社の改札階に繋がる階段である。1号線に乗り換える場合、ホーム東寄り（汝矣島側）にある階段を上って乗り換え通路を経由する必要がある。

#### のりば
案内上ののりば番号は設定されていない。
| ホーム | 路線  | 行先                                   |
| ------ | ----- | -------------------------------------- |
| 上り   | 5号線 | 永登浦区庁・カチ山・金浦空港・傍花方面 |
| 下り   | 5号線 | 汝矣島・往十里・上一洞・馬川方面       |

- 上り（傍花方面）ホーム

## 利用状況
近年の一日平均利用人員推移は下記のとおり。
| 路線  | 路線     | 2000年 | 2001年 | 2002年 | 2003年 | 2004年 | 2005年 | 2006年 | 2007年 | 2008年 | 2009年 | 出典  |
| ----- | -------- | ------ | ------ | ------ | ------ | ------ | ------ | ------ | ------ | ------ | ------ | ----- |
| 1号線 | 乗車人員 | 7,570  | 8,755  | 9,209  | 10,687 | 7,592  | 8,316  | 8,728  | 9,022  | 9,241  | 9,247  | [ 3 ] |
| 1号線 | 降車人員 | 2,978  | 5,884  | 8,021  | 8,073  | 6,358  | 6,781  | 7,038  | 7,265  | 7,352  | 7,305  | [ 3 ] |
| 5号線 | 乗車人員 | 1,723  | 1,695  | 1,707  | 1,790  | 1,763  | 1,823  | 1,859  | 2,032  | 2,104  | 2,087  | [ 4 ] |
| 5号線 | 降車人員 | 2,261  | 2,150  | 2,098  | 2,116  | 2,068  | 2,162  | 2,255  | 2,477  | 2,596  | 2,613  | [ 4 ] |
| 5号線 | 乗降人員 | 3,983  | 3,845  | 3,805  | 3,906  | 3,830  | 3,985  | 4,114  | 4,508  | 4,700  | 4,700  | [ 4 ] |
| 路線  | 路線     | 2010年 | 2011年 | 2012年 | 2013年 | 2014年 | 2015年 | 2016年 | 出典   |        |        |       |
| 1号線 | 乗車人員 | 9,007  | 9,240  | 8,929  | 8,799  | 8,770  | 8,386  | 8,384  | [ 3 ]  |        |        |       |
| 1号線 | 降車人員 | 7,070  | 7,312  | 7,218  | 7,235  | 7,324  | 7,195  | 7,227  | [ 3 ]  |        |        |       |
| 5号線 | 乗車人員 | 2,066  | 2,190  | 2,333  | 2,647  | 2,941  | 3,059  | 3,147  | [ 4 ]  |        |        |       |
| 5号線 | 降車人員 | 2,584  | 2,750  | 2,854  | 3,129  | 3,386  | 3,503  | 3,592  | [ 4 ]  |        |        |       |
| 5号線 | 乗降人員 | 4,651  | 4,940  | 5,187  | 5,776  | 6,327  | 6,562  | 6,739  | [ 4 ]  |        |        |       |

## 駅周辺
- 勤労福祉公団（朝鮮語版）
- 金融監督院（朝鮮語版）
- ノドゥル路
- 大尹病院
- 私学年金会館
- 永登浦公園
- 永登浦洞住民センター
- 永登浦ロータリー
- 永登浦女子高等学校（朝鮮語版）
- 永元中学校（朝鮮語版）
- 長薫高等学校（朝鮮語版）
- 韓国製菓技術高等学校
- ホームプラスエクスプレス新吉2店
- 東横INNソウル永登浦

## 隣の駅
韓国鉄道公社
 京釜電鉄線
京仁線特急
通過
急行・緩行
大方駅 (137) - 新吉駅 (138) - 永登浦駅 (139)
ソウル交通公社
 5号線
永登浦市場駅 (524) - 新吉駅 (525) - 汝矣島駅 (526)